# توماس جوميز (لاعب كرة قدم)
توماس جوميز (بالإنجليزية: Tomas Gomez)‏ (20 مايو 1993 في المكسيك - ) هو لاعب كرة قدم أمريكي في مركز حراسة المرمى. لعب مع سان خوسيه إيرثكويكس.

## وصلات خارجية
- توماس جوميز (لاعب كرة قدم) على موقع قاعدة بيانات كرة القدم.إي يو (الإنجليزية)
- توماس جوميز (لاعب كرة قدم) على موقع Soccerway.com (الإنجليزية)